# Pterygoplichthys weberi
Pterygoplichthys weberi är en fiskart som beskrevs av Jonathan W. Armbruster och Page 2006. Pterygoplichthys weberi ingår i släktet Pterygoplichthys och familjen Loricariidae. Inga underarter finns listade i Catalogue of Life.